# ملكية العلامة التجارية
ملكية العلامة التجارية هي القيمة التقديرية التي يدفعها المستهلك للحصول على منتج ذو علامة تجارية مقارنة بنفس المنتج من غير هذه العلامة التجارية.
والعلامة التجارية هي رمز أو اسم للدلالة على مصدر المنتج، وهي تضيف غالباً قيمة سوقية للمنتج إذا اشتهرت وقُدرت بين الناس.

## القيمة التقديرية لتملك العلامة التجارية
يمكن النظر إليها من عدة نواحي :

### ناحية مالية
وتكون القيمة التقديرية التي يدفعها المستهلك للحصول على منتج ذو علامة تجارية مقارنة بنفس المنتج من غير علامة تجارية.
فقد يشتري عمر سيارة بمبلغ باهظ من علامة تجارية ممتازة، ولكن قد لا يشتري نفس السيارة تماماً بنفس هذا المبلغ ولكن من علامة تجارية أقل شهرة وهذا يعطينا قيمة تقديرية لتملك العلامة التجارية.

### ناحية التوسع التجاري
فعندما تقرر علامة تجارية معروفة التوسع في مجالها، فإنها لن تحتاج إلى أن تدفع مبالغ طائلة في التسويق لهذا المنتج الجديد، بل ستستفيد نسبياً من ثقة الناس في علامتها التجارية. فلنفرض أن شركتان أ وب ستنتجا مسحوق غسيل، فلأن أ ذات علامة تجارية معروفة في مواد التنظيف فإنها ستستفيد من علامتها التجارية وستخصص مبلغ بسيط للإعلان، بينما ستضطر شركة ب لأن تخصص مبالغ طائلة قيمة الأعلان نظراً لأن علامتها التجارية غير معروفة مسبقاَ. هذا الفرق بين قيمة الإعلان قد يعطينا أيضاً قيمة تقديرية لتملك العلامة التجارية.

### ناحية المستهلك
وهي القيمة المعنوية لارتباط المستهلك بهذه العلامة التجارية، وثقته بها وبما تنتجه من بضائع أو ما تقدمه من خدمات. وهي أيضاً ما يتبادر إلى ذهنه من صفات ومميزات عند ذكر هذه العلامة التجارية.

### ناحية أصول الشركة
وهذه القيمة نحصل عليها بتقدير ما تساويه الشركة، ثم نطرح منها قيمة الأصول الملموسه(المصانع، الأدوات، العمال وغيرها)، فيكون الناتج هو قيمة الأصول الغير ملموسة المتمثلة في قيمة تملك العلامة التجارية.

## بناء ملكية العلامة التجارية
هناك ثلاث خطوات يجب القيام بها وهي:
1. تقديم منتج ذو جودة مناسبة ترتبط به العلامة التجارية.
2. أن تكون العلامة التجارية سهلة الحفظ والتذكر.
3. أن ترتبط العلامة التجارية بمستوى معين من الجودة لا يتغير من مكان لآخر أو من وقت لآخر.

## المحافظة على ملكية العلامة التجارية
يجب أن يتوافق المزيج التسويقي (المكون من أربع عناصر هي المنتج، السعر، التوزيع، والإعلان) مع العلامة التجارية. فلو كان الهدف مثلاً بناء ملكية لعلامة تجارية ذات درجة ممتازة فإنه يجب أن يخدم المزيج التسويقي هذا التوجه.

## قيمة تملك العلامة التجارية
هناك من يشكك في القيمة الحقيقية لتملك العلامة التجارية، وقد يرى أنها غير ذات أهمية، أو أن قيمتها الحقيقة قليلة ولا تكاد تذكر؛
ولكن بالنظر إلى بعض الشركات الرائدة كمثال فإننا نستطيع البت في قيمتها الكبيرة، مثلاً القيمة السوقية التقريبية لشركة كوكاكولا هو 113 مليار دولار ؛ منها 10 مليارات دولار قيمة الأصول الملموسة(مصانع، أجهزة، شاحنات،..)بينما الباقي هو قيمة الأصول الغير ملموسة وهي في معظمها قيمة تملك العلامة التجارية.

## فائدة تملك العلامة التجارية
هناك فوائد كثيرة تعود على الشركة نتيجة تملكها لعلامة تجارية قوية، نذكر على سبيل المثال التالي:
- الشركات ذات ملكية لعلامة تجارية قوية لن تحتاج إلى مصروفات تسويقية مرتفعة حتى تروج لبضائعها.
- كما أنها تستطيع الاستفادة من اسم العلامة التجارية للتحكم في أسعار منتجاتها نسبياً.
- كما ذكرنا مسبقاً؛ أن تملك علامة تجارية يعتبر ملكية، أي أن الشركة تستطيع بيع هذه العلامة التجارية أو تأجيرها.

يرى البعض أنه من الغير ممكن أن يكون لتملك العلامة التجارية أثر سلبي، إلا أن الدراسات أكدت أن ذلك ممكن فعلاً، كان ترتبط العلامة التجارية بمنتج سيء أو أسعار مرتفعة غير مبررة أو أفكار وتوجهات غير مقبولة.